# Copenhagen Records
Copenhagen Records — датский музыкальный лейбл, основанный 5 января 2004 года. В 2011 году Universal Music Group купила Copenhagen Records.

## История
В 2003 году EMI-Medley имел долю на датском музыкальном рынке в 40 %. Через несколько дней основатель Майкл Ритто объявил что он уедет в феврале 2004 года. Среди других были бывший глава EMI Дании в А & R Ник Фосс и бывший Capitol / Medley GM Мик Кристенсен, который был и работал на EMI в течение 19 лет, и давно хотел создать свою компанию RITTO. Бывший менеджер по маркетингу Medley Якоб Соренсен и бывший & R менеджер Кристиан Бекман, Фосс и Кристенсен присоединился 1 апреля 2004 года. Кристенсен заявил что у Copenhagena есть цель развивать качество музыки. В 2008 году Фосс и Кристиан покинули Cophengagen Records, сам лейбл принадлежал Sony Music Entertainment. В 2013 году Соренсен и Бекман покинули лейбл, на должность генерального директора была передана Торбен Равн. Copenhagen Records является лидером в Дании. Copenhagen Records также Copenhagen Music, которая в первую очередь облегчает работу художников и на лейбле Cpenhagen Pulishing.

## Исполнители
- Agnes
- Alex Vargas
- Alexander Brown
- Alphabeat
- Apollo
- BOY
- Burhan G
- Caroline Henderson
- Carpark North
- Celina Ree
- De Eneste To (D.E.T.)
- Eivør
- Eric Gadd
- Hedegaard
- Fabian Mazur
- Freddy Wexler
- Jasmin
- Joey Moe
- Le Kid
- Lukas Graham
- Nephew
- Nexus Music
- Nik & Jay
- Noah
- Patrick Dorgan
- Rune Klan
- Saveus
- Selvmord
- Scarlet Pleasure
- Sebastian Øberg
- Spleen United
- Stine Bramsen
- Studio Killers
- Thanks
- Veronica Maggio
- Years & Years

## Бывшие артисты
- Cæcilie Nordby
- Flødeklinikken
- Hanne Boel
- Jinks
- Johnny Deluxe
- Laust Sonne
- Mads Langer
- Niarn
- Rock Hard Power Spray
- Sanne Salomonsen
- Silja
- Siná
- Thomas Dybdahl
- Thomas Holm
- Tim Christensen
- Turboweekend